# URZ AP
URZ AP (Univerzální Ruční Zbraň Automatická Puška) este o pușcă de asalt ce are origine cehoslovacă.

## Istoric
Conceptul "serie de arme" a fost primul pionierat de francezi cu pușca de mașină Berthier, iar Stoner 63 a fost dezvoltat de către Jiri Cermak la sfârșitul anilor 1960, care a proiectat și SA Vz. 58 pușcă. Seria de arme trebuia să înlocuiască totul, de la pistoale cu mitralieră, până la mitralierele de uz general. Aparatul URZ APT a folosit receptorul, care în toate variantele a fost alimentat cu curea dintr-un recipient cilindric. Cele mai neobișnuite pentru o țară din cadrul Pactului de la Varșovia, URZ AP a fost comandat în 7,62 × 51mm NATO, deoarece era destinat exportului.
Aparatul URZ AP este o pușcă de asalt cu întârziere cu lovitură de 7,62x51 milimetri NATO. Arma utilizează o operație de întoarcere la întoarcere a șuruburilor cu 2 urechi cu role pentru a depăși o întoarcere de tip quater pentru a accelera suportul șurubului și a debloca. Pentru a ușura extracția, cilindrul are o cameră fluctuantă pentru a preveni ruperea cartușelor. Capabilitatea de selectare a focului se declanșează de la șurubul închis în șurubul semi-auto și deschis în plin automat. Cureaua de alimentare utilizează un rotor de alimentare care se găsește în cutia de muniție.